# Низовцев, Дмитрий Александрович
Дмитрий Александрович Низовцев (род. 19 апреля 1987, Хабаровск) — российский журналист, один из автором сюжетов и ведущих YouTube-канала «Популярная политика». Работал сначала на государственном телевидении, позднее — в команде Алексея Навального.

## Биография
Родился 19 апреля 1987 года в Хабаровске. Начал работу журналистом ГТРК «Дальневосточная» в Хабаровске, где снимал сюжеты о спорте и городе. После этого на протяжении трёх лет работал в издании «Губерния».
До 2007 году являлся сторонником российских властей, сменил позицию после выборов в Государственную думу. С 2010 года является сторонником Алексея Навального. В 2011 году помогал создавать региональную ячейку партии «Прогресс» в Хабаровске, а в 2017 году окончательно ушёл с телевидения, чтобы сосредоточиться на политической борьбе.
В 2018 году переехал в Москву. В 2019 году делал ироничные репортажи с протестов в Москве. Приходил на пресс-конференцию Владимира Путина с плакатом про главу Росгвардии Виктора Золотова. Снимал сюжет у офиса Russia Today.
Прославился своей сатирой и пранками, в которых он старался показать, насколько элита России далека от обычных людей. Один из самых известных пранков Низовцева — это звонок сыну пресс-секретаря президента России Дмитрия Пескова, Николаю. В сентябре 2022 года Низовцев в прямом эфире «Популярной политики» позвонил ему, представившись военкомом и потребовав явиться в военкомат для мобилизации. Песков-младший ответил: «Вы знаете, кто я?» и что будет «решать этот вопрос на другом уровне».
Уехал из России, заочно арестован.

### Политическое преследование
В 2021 году в Ярославле, в привокзальном кафе, Низовцеву плеснули в лицо зелёнкой[значимость факта?].
В августе 2022 года Следственный комитет России назначил лингвистическую экспертизу высказывания рассказа Низовцева о убийствах, якобы совершённых российскими солдатами в Буче.
В октябре 2022 года Министерством юстиции России внесён в список физических лиц «иностранных агентов» по обвинению в финансировании из Украины. В 2023 году объявлен в розыск.
В январе 2024 года стало известно, что против Низовцева завели уголовное дело по ч. 2 ст. 282.1 (участие в «экстремистском сообществе» Алексея Навального) и пунктам «б», «д» ч. 2 ст. 207.3 («дискредитация» российской армии). В августе 2024 года Росфинмониторинг внёс Низовцева в список «террористов и экстремистов».